# Instituto Nacional de Pesquisas da Amazônia

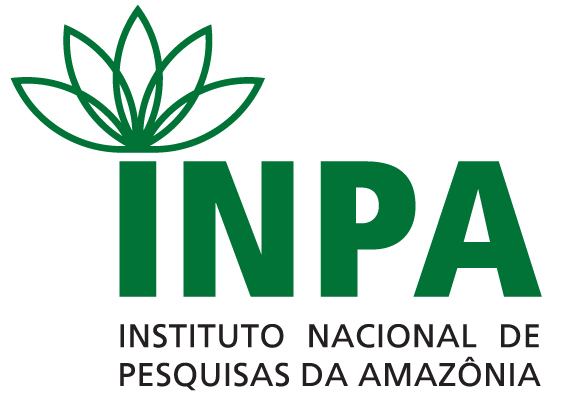
Logo des INPA

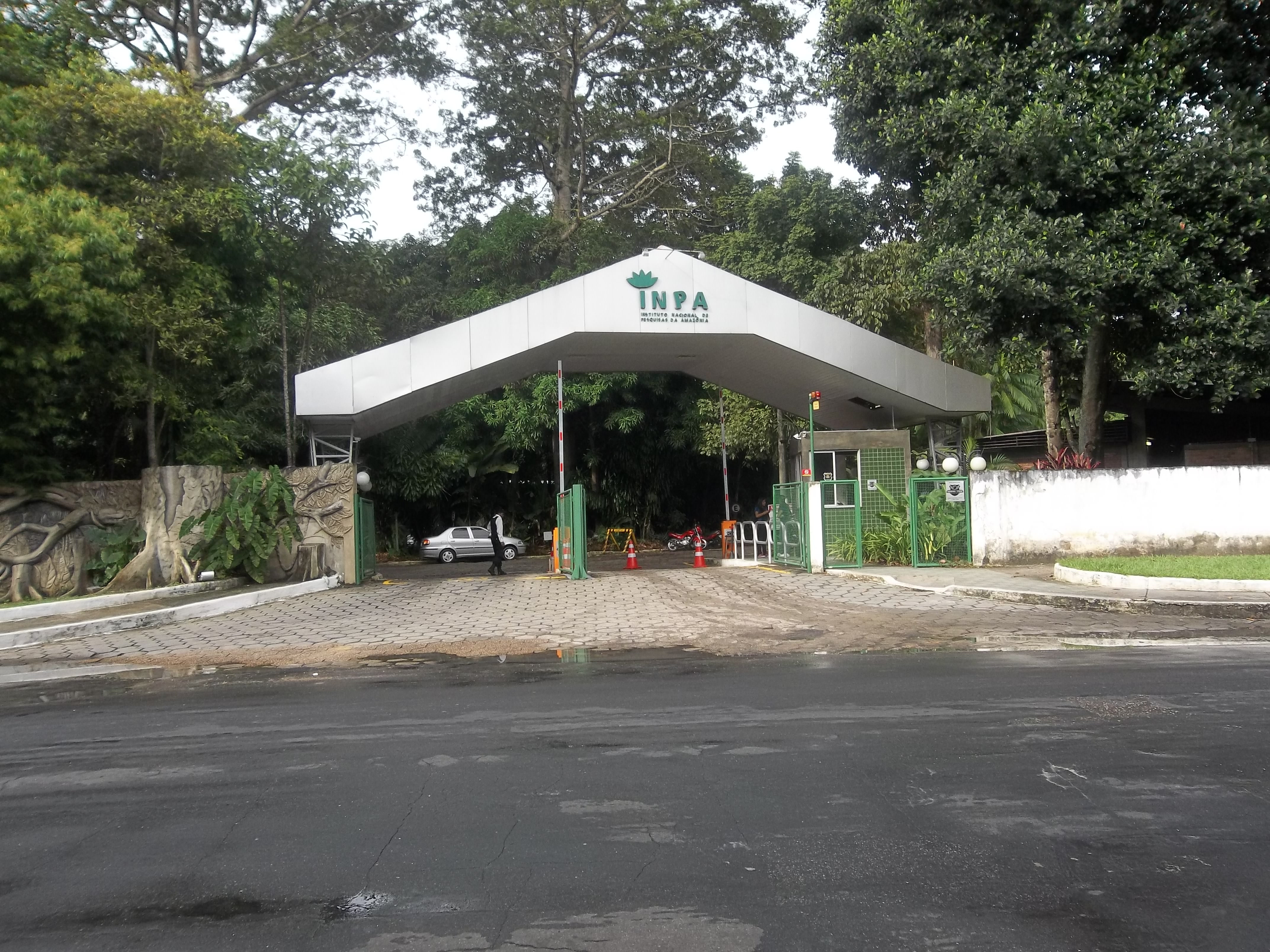
Sitz des INPA in Manaus

Das Instituto Nacional de Pesquisas da Amazônia (INPA; engl. National Institute of Amazonian Research) ist ein staatliches Forschungsinstitut in Manaus, Brasilien. Es trägt den Beinamen „Orgulho de Amazônia“.
Das INPA wurde 1952 gegründet und sollte der „Regenwaldforschung“, der Erforschung Amazoniens dienen. Hintergrund war die sozio-ökonomische Erschließung der Regenwaldregion. Zu der Zeit stand noch die Ausbeutung der Ressourcen im Vordergrund. Die Schwerpunkte der Forschungsthemen im INPA liegen heute in der Nachhaltigkeit und den Disziplinen Ökologie, Molekularökologie, Zoologie, Botanik, Limnologie, Lebensmitteltechnologie, Forstwirtschaft, tropischer Landwirtschaft und tropischer Fischwirtschaft/Aquakultur. Das Institut unterhält eine Kollektion der Fauna und Flora Amazoniens. Es unterhält weitere Forschungseinrichtungen in den Bundesstaaten Acre, Roraima und Rondônia.

## Forschungsprojekte
- ADAPTA - Adaptações da Biota Aquática da Amazônia (Anpassungen an aquatische Lebensräume)
- AGROECO - Impacto Ambiental e Capacidade de Suporte (Ökologie Regenwald, Entwaldung)
- LBA - Biosfera-Atmosfera na Amazônia (Biosphäre, Atmosphäre Amazonien)
- PDBFF - Projeto Dinâmica Biológica de Fragmentos Florestais
- PELD - Pesquisas Ecológicas de Longa Duração (ökologische Projekte mit langer Laufzeit)
- Pimentas de Roraima (Gewürze Roraimas)
- Programa PPbio (Biodiversität)
- Projeto Biotupé
- Projeto CTPetro
- Projeto Gavião-real
- Projeto Geoma
- Projeto Madeiras da Amazônia (Hölzer Amazoniens)
- Projeto Pirada
- Projeto Sementes do Brasil
- Pupunha-Net
- SIGLAB
- TEAM
- Projeto Povos Indígena e Recursos Comuns
- ZEE-DAS Componente Biodiversidade
- Projeto Igarapés[2]
- Instituto Nacional de Ciência e Tecnologia dos Serviços Ambientais da Amazônia
- Projeto Insetos Aquáticos
- Instituto Nacional de Ciência e Tecnologia de Estudos Integrados da Biodiversidade Amazônica - CENBAM

## Zeitschrift
Das INPA publiziert seit 1971 die Vierteljahresschrift Acta Amazônica (ZDB-ID 184407-6).